# Odprto prvenstvo Avstralije 1988
Odprto prvenstvo Avstralije 1988 je teniški turnir, ki je potekal med 11. in 24. januarjem 1988 v Melbournu.

## Moški posamično
Mats Wilander :  Pat Cash 6–3, 6–7(3–7), 3–6, 6–1, 8–6

## Ženske posamično
Steffi Graf :  Chris Evert 6–1, 7–6(7–3)

## Moške dvojice
Rick Leach /  Jim Pugh :  Jeremy Bates /  Peter Lundgren 6–3, 6–2, 6–3 

## Ženske dvojice
Martina Navratilova /  Pam Shriver :  Chris Evert /  Wendy Turnbull 6–0, 7–5 

## Mešane dvojice
Jana Novotná /  Jim Pugh :  Martina Navratilova /  Tim Gullikson 5–7, 6–2, 6–4